# Lucien Dutard
Lucien Jean Dutard est un homme politique français, né au Buisson, en Dordogne le 22 février 1912 et mort le 24 juin 2003 à Périgueux.

## Biographie
Instituteur, Lucien Dutard adhère et milite au Parti communiste avant la Seconde Guerre mondiale, Mobilisé de septembre 1939 à août 1940 dans un régiment d’infanterie, Dutard reprend son poste d’instituteur à Cadouin et le secrétariat de mairie. Il entre dans la Résistance.
À la Libération, il fait partie, en tant que député de la Dordogne, des deux assemblées nationales constituantes ainsi que de la 1re législature de la IVe République.
Athée, Dutard se marie en avril 1937 à Paleyrac, avec la fille d’un cultivateur d’origines italiennes. Ils ont deux enfants. Veuf depuis mai 1942, il se remarie en septembre 1945 à Périgueux avec Denise Pezet, vendeuse en librairie qui exerçait aussi la profession de mannequin. Le couple a eu trois enfants.
Sous la Ve République, il retrouve l'Assemblée nationale comme député de la quatrième circonscription de la Dordogne pendant trois législatures de 1973 à 1986.
Localement, il exerce les mandats de conseiller général du canton de Périgueux de 1945 à 1951 et de maire de Boulazac de 1953 à 1988. Des réalisations se produisent durant son mandat : en 1958, construction du premier groupe scolaire Joliot-Curie, en 1977, construction du groupe scolaire Yves-Péron, des zones d’activité et les hauts quartiers des plateaux deviennent une zone d'aménagement concerté. Cette restructuration urbaine donne naissance à un nouveau centre-ville, l’Agora où sont implantés une mairie nouvelle, des commerces, des logements, un centre culturel, une bibliothèque.
Il décède le 24 juin 2003 au centre hospitalier de Périgueux.

## Dédicaces
Le conseil municipal de Boulazac a donné son nom à un espace sportif et culturel ainsi qu'à une avenue. Il figurait, au titre des anciens élus résistants, sur une plaque apposée au conseil général.